# Чивитела ди Ромања
Чивитела ди Ромања (итал. Civitella di Romagna) је насеље у Италији у округу Форли-Чезена, региону Емилија-Ромања.
Према процени из 2011. у насељу је живело 1523 становника. Насеље се налази на надморској висини од 208 м.

## Становништво
Према резултатима пописа становништва 2011. у општини је живело 3.792 становника.
| 1951. | 1961. | 1971. | 1981. | 1991. | 2001. | 2011. |
| ----- | ----- | ----- | ----- | ----- | ----- | ----- |
| 7.947 | 5.983 | 4.547 | 4.000 | 3.778 | 3.794 | 3.792 |